# Сётю

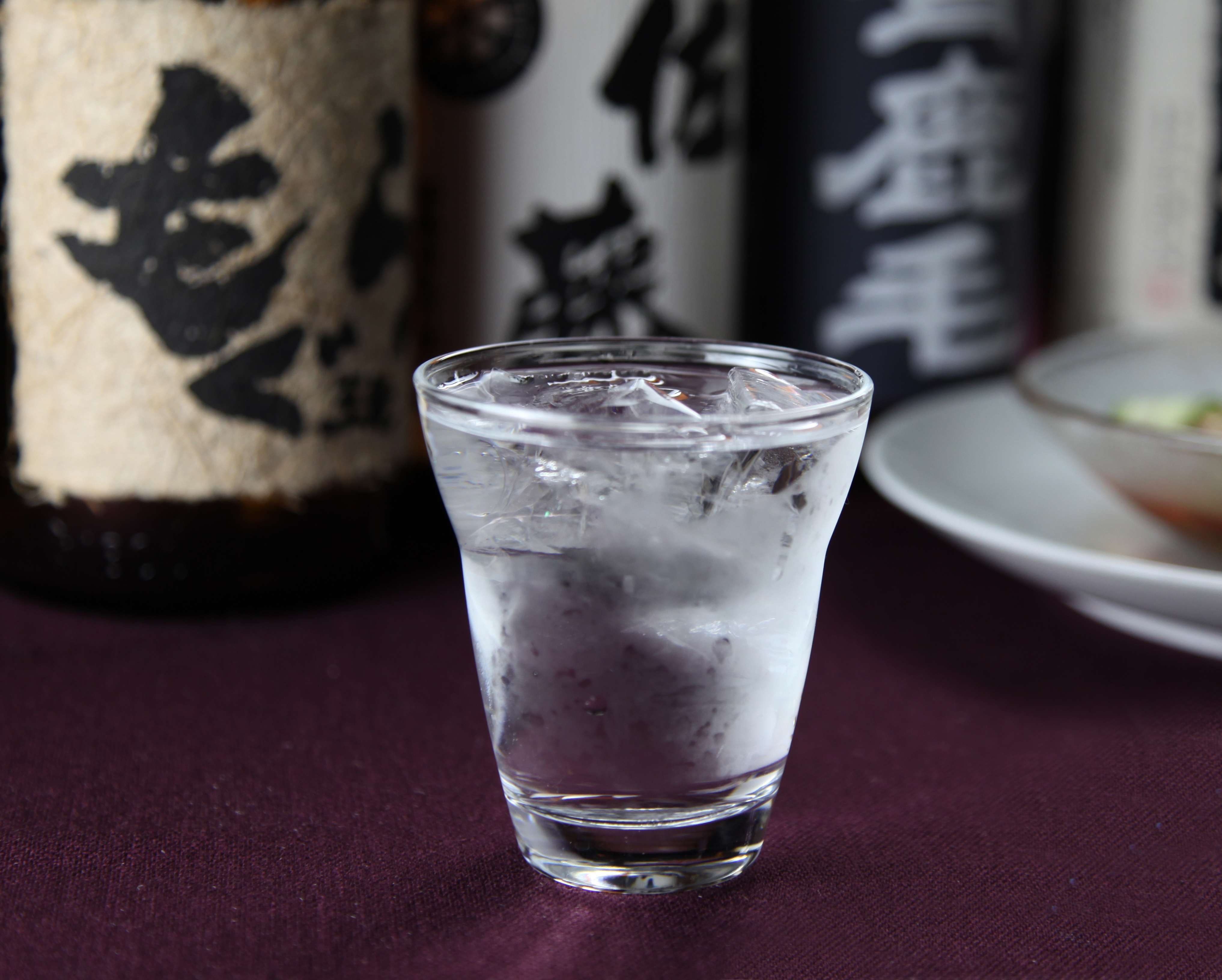
Сётю

Сётю (яп. 焼酎 Сё:тю:, букв. «жжёное вино») — японский крепкий спиртной напиток из риса, ржи и сладкого картофеля. Более крепкий, чем саке; обычно его крепость составляет 20-25 градусов (слабее водки, но крепче вина). Производится, в основном, на Кюсю.

## Виды сётю
Сётю бывает двух типов: коруй (яп. 焼酎甲類 сё:тю: ко:руй,  букв. «сётю первого сорта») и оцуруй (яп. 焼酎乙類 сё:тю: оцуруй,  букв. «сётю второго сорта»); у первого крепость должна быть не более 36 %, у второго — не более 45 %. На практике же оба чаще всего разбавляют водой до предпочитаемой японским потребителем крепости — 25 %. Поэтому главное отличие двух типов сётю состоит вовсе не в содержании алкоголя, а в способе дистилляции.
Разделение на коруй и оцуруй сётю регулируется японским налоговым законодательством (последняя правка была внесена в 2006 году).

### Коруй сётю
Нередко сокращается до «косю» (яп. 甲焼 ко:сю). Производится посредством многократной дистилляции первичного сырья в аппаратах непрерывного цикла или перегонных кубах, как у водки или зернового виски, таким образом после многократной перегонки получается довольно лёгкий и нейтральный напиток. Производство началось в эпоху Мэйдзи, после того как из Англии впервые было завезено соответствующее дистилляционное оборудование.
Благодаря дешевизне изготовления напиток имеет низкую цену, отчего пользуется большой популярностью. Часто используют в коктейлях как нейтральный алкоголь на замену водке для смешивания, например, с соками, чаем и газированными напитками.

### Оцуруй сётю

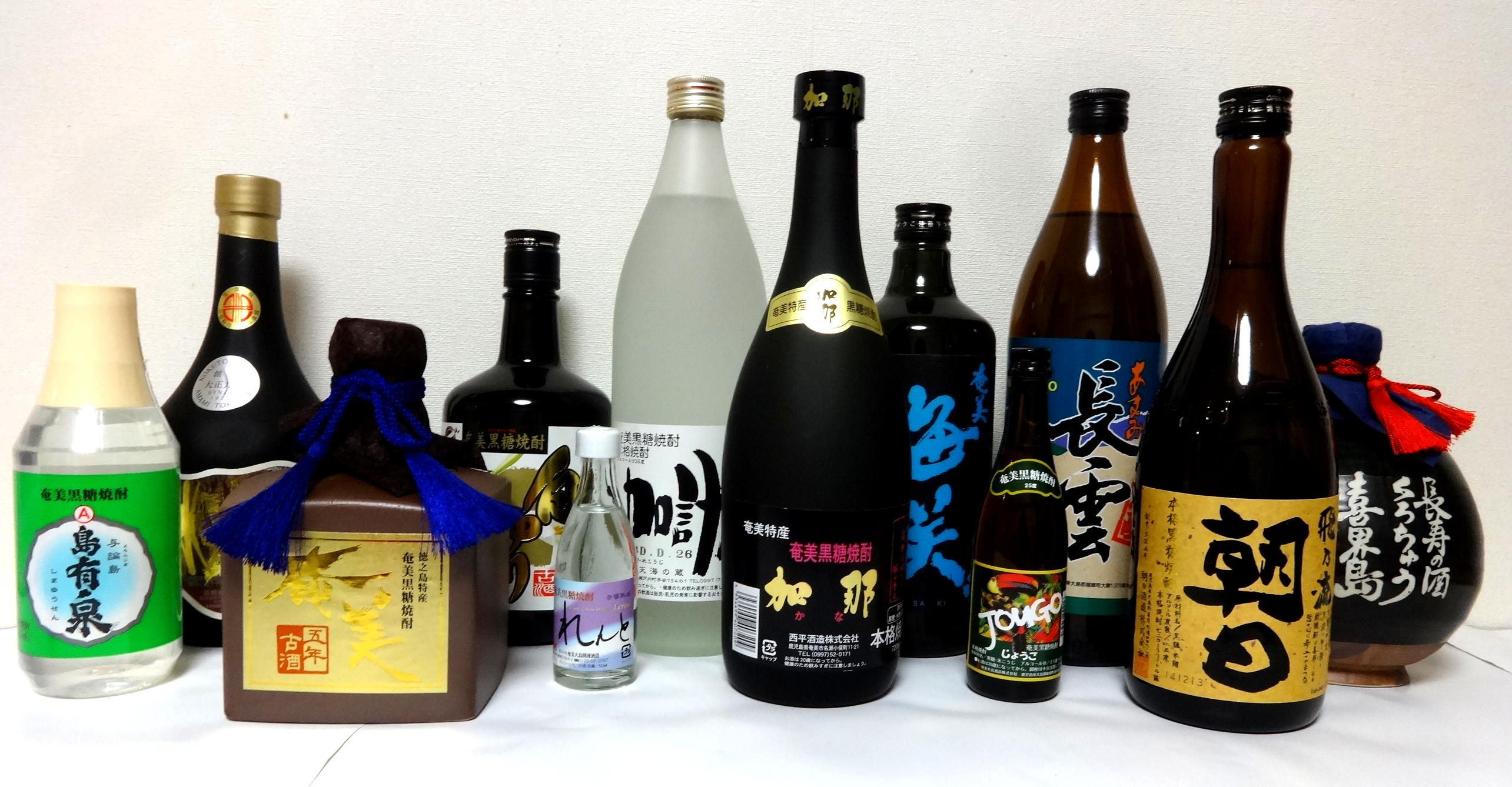
Различные бутылки сётю с островов Амами

Дистилляция производится однократно на перегонном аппарате типа «pot still», аналогично солодовому виски или коньяку. Напиток получается насыщенным и очень ароматным. Таким образом, конечный вкус напитка сильно зависит от использованных ингредиентов, поэтому оцуруй сётю делят ещё на подвиды в зависимости от использованных продуктов.
Большая часть оцуруй сётю производится малыми и средними предприятиями, расположенными в основном на Кюсю, известном как центр производства сётю. Однако в последнее время крупные компании также начали производство данного вида сётю.

## Процесс изготовления
Сырье осахаривают с помощью рисовых дрожжей-кодзи, потом сбраживают (так же, как при производстве саке). Полученную брагу перегоняют.